# Power Of Music
Power Of Music（パワー・オブ・ミュージック）は、JAPAN FM LEAGUE(JFL)に加盟している5つのラジオ局で、2002年から2007年の毎年9月に行われた音楽キャンペーン企画である。

## 概要
2002年に開始。番組と音楽を通して、社会へのメッセージを発信する目的で始まった。
毎年、1つのテーマを決め、そのテーマに沿った曲とメッセージを募集し、この期間のみ放送されるキャンペーン番組内でオンエアするようになっていた。また、キャンペーン最終日（基本は9月30日だが、土日にあたる場合は9月最終金曜日に放送）には、各局でスペシャル番組が放送された。

## テーマ
- 2002年:POWER OF MUSIC 「音楽が君に勇気を贈る」
- 2003年:POWER OF MUSIC 「音楽が君に勇気を贈る」
- 2004年:MY GIFT FOR YOU 「あの人に贈ろう!この1曲」
- 2005年:MY GIFT FOR YOU 「あの人に贈ろう!この1曲」
- 2006年:MUSIC TIME CAPSULE 「100年後も残したい音楽100曲」
- 2007年:HAPPY & SMILE

## キャンペーンソング
キャンペーンを行うにあたり、毎年キャンペーンソングが書き下ろされ、期間中（9月いっぱい）はJFL5局のラジオ番組のみで大量にオンエアされる。なお、このキャンペーン期間後にCD化の運びとなるケースが多い。なお、前述したスペシャル番組で楽曲の制作ドキュメントが放送されている。
| 年   | テーマ曲                        | アーティスト     | 収録アルバム |  |
| ---- | ------------------------------- | ---------------- | --- |  |
| 2002 | Don't stop music                | Misia            | - アルバム『KISS IN THE SKY』（2002年9月）に収録 |  |
| 2003 | 風の伝言(メッセージ)            | 山崎まさよし     | - ベストアルバム『OUT OF THE BLUE』（2005年9月）に収録。 |  |
| 2004 | Dance with me                   | CHEMISTRY        | - シングル『キミがいる』（2005年2月）のカップリングに収録。韓国の歌手、リナ・パークをフィーチャーし、韓国語と日本語が混ざった歌詞になっている。 - アルバム『fo(u)r』（2005年11月）に収録。作詞を担当したEAST ENDのGAKU-MCをフィーチャーしている。 |  |
| 2005 | Power in da musiq~Understanding | Def Tech         | - アルバム『Catch The Wave』（2006年4月発売）に収録。 |  |
| 2006 | Power of MUSIC                  | アンジェラ・アキ | - シングル『サクラ色』（2007年3月7日発売）に収録。2006年12月よりオンライン配信を実施。 |  |
| 2007 | 愛と感謝                        | Superfly         | - iTunes Storeにてオンライン配信を実施。シングル『愛をこめて花束を』（2008年2月27日発売）および、アルバム『Superfly』（2008年5月14日発売）に収録。                                                                                                |  |

1. ↑  「キミがいる」のカップリングでは、日韓友情年2005のキャンペーンソングの形式をとっている。また、CHEMISTRYのみのバージョンは、これまでにCD化されていないため、現在はJFL5局だけでしか聴けない。

## 協賛
- 2002年:三菱自動車工業
- 2003年:なし
- 2004年:日産自動車
- 2005年:日産自動車
- 2006年:アサヒビール（特別協賛）、NTTドコモグループ、日本航空（協賛）
- 2007年:三井不動産レジデンシャル（特別協賛）日本航空（協賛）

## 番組ページ
- Power Of Music